# Fläckig filfisk
Fläckig filfisk (Canthidermis maculata) är en fiskart som först beskrevs av Marcus Élieser Bloch 1786.  Fläckig filfisk ingår i släktet Canthidermis och familjen tryckarfiskar. Arten förekommer tillfälligt i Sverige, men reproducerar sig inte. Inga underarter finns listade i Catalogue of Life.